# Dorothy Little Happy
Dorothy Little Happy（ドロシーリトルハッピー、略称：ドロシー、DLH）は、宮城県仙台市を活動拠点とするガールズユニット。「ご当地アイドル殿堂入り」。所属事務所は同じく仙台市に本社を置く芸能事務所ステップワン。

## 概要
仙台市において子供を対象にダンス・ヴォーカルスクールを経営するステップワンは、所属するスクール生でパフォーマンスユニットを複数結成させ、商業施設でのステージ出演やライブハウスでの自主公演イベントを行っていた。
2010年7月7日、トップユニットの仙台産エンタメガールズユニット・B♭（ビィフラット）から白戸佳奈、髙橋麻里、鈴木美知代、富永美杜、秋元瑠海の5名が選抜され、「Dorothy Little Happy」（以下「DLH」）が結成された。当初は髙橋、鈴木がツインヴォーカル、白戸、富永、秋元がダンサーという編成となっていた。同年11月25日の鈴木の芸能活動休止のため卒業、髙橋をメインヴォーカルとするワントップ体制に移行、白戸、富永、秋元の3名にDLH公式バックダンサーズから選抜された早坂香美が加わり、4名でサブヴォーカルを担当する編成となった。以後は曲によってセンターが異なる場合もある。キャッチコピーは「聴けばカラダが踊りだす。見ればみんなが恋をする。」。2013年10月末、オリコン週間ランキングにてCD1万枚以上を越えて日本ご当地アイドル活性協会より『ご当地アイドル殿堂入り』認定を果たした。
2015年4月28日、仙台MACANAで行われた「STEPONE GIRLS LIVE 2015 vol.6」にて、7月12日に中野サンプラザホールで開催される「Dorothy Little Happy Live Tour 2015 5th Anniversary 〜just move on〜」のファイナル公演をもって秋元、富永、早坂の3名がグループを卒業し、新たなユニット「callme」（現：kolme）のメンバーとして活動することを発表した。これにより白戸と髙橋による2人体制のグループとなるが、2017年7月23日には更に白戸が芸能界引退のため卒業。以降、2018年12月16日に髙橋がグループを卒業するまで、髙橋のソロユニットとして活動。
2019年2月、栗村風香と加藤亜希菜が加入。4月に黒川季里、5月に竹内菜々が加入。10月、竹内が卒業、黒川が活動休止。11月より渡邉瑚白・齋藤きらら・内海里菜が加入。2020年1月に黒川が卒業。更にコロナ禍を経た2022年7月に加藤が卒業。
2023年3月18日、渡邉、齋藤、内海の3名が卒業。以後、栗村のソロユニットとしてDLHの活動が続いている。
2024年からは福島県郡山市を活動の中心としている。

## ユニット名
命名者は歌手の坂本サトル。「『オズの魔法使い』の主人公ドロシーのように、優しくて勇敢な気持ちを持ちつつ、小さな幸せにも気付くような子達であって欲しい」という願いを込めて付けられた。

## メンバー

### 現メンバー
| 名前     | よみ            | 生年月日（年齢）      | 出身地 | 血液型 | 備考                                            |
| -------- | --------------- | --------------------- | ------ | ------ | ----------------------------------------------- |
| 栗村風香 | くりむら ふうか | 2000年4月30日（25歳） | 宮城県 | A型    | 2019年2月11日加入 SENDAI Twinkle☆moon元メンバー |

### 過去に所属したメンバー
| 名前       | よみ            | 生年月日（年齢）       | 出身地 | 血液型     | 備考                                                                                 |
| ---------- | --------------- | ---------------------- | ------ | ---------- | ------------------------------------------------------------------------------------ |
| 鈴木美知代 | すずき みちよ   | 1997年1月12日（28歳）  | 山形県 | B型（Rh-） | 2009年度『天才てれびくんMAX』てれび戦士 2010年11月25日卒業、芸能活動休止（実質引退） |
| 秋元瑠海   | あきもと るうな | 1996年9月9日（28歳）   | 宮城県 | O型        | 2015年7月12日卒業 現kolme                                                            |
| 富永美杜   | とみなが みもり | 1996年6月14日（29歳）  | 宮城県 | O型        | 2015年7月12日卒業 現kolme                                                            |
| 早坂香美   | はやさか こうみ | 1996年5月31日（29歳）  | 宮城県 | O型        | 2010年11月21日加入、2015年7月12日卒業 現kolme                                        |
| 白戸佳奈   | しらと かな     | 1994年1月30日（31歳）  | 宮城県 | A型        | 初代リーダー 2017年7月23日卒業・芸能活動引退                                         |
| 髙橋麻里   | たかはし まり   | 1994年12月15日（30歳） | 宮城県 | O型        | 2018年12月16日卒業、オブジェクトへ移籍 現Kleissis                                    |
| 竹内菜々   | たけうち なな   | 1999年1月30日（26歳）  | 岐阜県 | O型        | 2019年5月19日加入、2019年10月20日卒業 バーサス・プロダクションへ移籍                 |
| 黒川季里   | くろかわ きり   | 1999年8月5日（25歳）   | 埼玉県 | AB型       | 2019年4月7日加入、2020年1月22日卒業 狂い咲けセンターロードにて彩川きりとして活動     |
| 加藤亜希菜 | かとう あきな   | 2000年10月23日（24歳） | 宮城県 | B型        | 2019年2月11日加入、2022年7月26日卒業・芸能活動引退                                   |
| 渡邉瑚白   | わたなべ こはく | 1998年7月30日（26歳）  | 宮城県 | A型        | 2019年11月23日加入、2023年3月18日卒業・芸能活動引退                                  |
| 齋藤きらら | さいとう きらら | 2005年4月18日（20歳）  | 宮城県 | B型        | 2019年11月23日加入、2023年3月18日卒業 ギミラブ！にて活動                             |
| 内海里菜   | うつみ りな     | 1997年6月11日（28歳）  | 宮城県 | A型        | 2019年11月23日加入、2023年3月18日卒業 Piuuuuにて木南里菜として活動                   |

## 略歴
2010年
- 7月7日、ユニット結成発表。
- 8月4日、デビュー・シングル『ジャンプ!』をBounDEEレーベルから発売。
- 11月21日、DLH公式バックダンサーズから選抜された早坂香美が加入[10]。
- 11月25日、鈴木美知代の芸能活動休止を発表後、グループを卒業。
- 12月1日、2ndシングル『冬の桜 〜winter flower〜』発売。

2011年
- 1月10日、初のライヴハウス公演で「デモサヨナラ」が初披露され、「好きよー!」「オレモー!」のコール&レスポンスが生まれた。
- 2月1日、avex traxから3月16日にメジャー・デビューすることを発表[11]。
- 3月11日、東日本大震災の影響により、全てのデビュー・イベントが中止または延期となった[12]。
- 3月16日、avex traxよりメジャーデビュー・ミニ・アルバム『デモサヨナラ』発売。震災の影響でCDの流通が停滞したため、岩手県・宮城県・福島県の被災3県では1か月近く店頭にCDが並ばなかった[13]。
- 4月29日、ヒルサイドショップス&アウトレットの中庭ステージでチャリティーライヴを行い活動を再開[14]。
- 8月27・28日、「TOKYO IDOL FESTIVAL 2011〜Eco & Smile〜」（以下「TIF」）に2日間で7ステージ出演。このときのダンスパフォーマンスや「デモサヨナラ」でのコール&レスポンスなどが話題となり、TIFで「発見された」「見つかった」などと表現されアイドルファンから急激に注目され、活動の場が全国に広がった[15][16]。

2012年
- 1月11日、3rdシングル『HAPPY DAYS!』および、インディーズ時代のリメイク曲を含む2ndミニ・アルバム『デモサヨナラ2012』[注 2] 発売。
- 7月11日、4thシングル『飛び出せ!サマータイム』発売。
- 7月29日から8月25日まで、初のツアー「Dorothy Little Happy Live Tour 2012『飛び出せ!サマータイム』」開催。
- 12月5日、5thシングル『風よはやく』発売。
- 12月21日、初の写真集『杜の都のドロシー』発売。

2013年
- 1月9日、BiSとのコラボレーションによる6thシングル『GET YOU』発売。
- 2月20日、1stアルバム『Life goes on』発売。
- 3月16日から4月7日まで、ライブツアー「Dorothy Little Happy Live Tour 2013『Live five's on』」開催。
- 5月17・18日、香港のMusic Zoneで開催された「Kawaii POP Fest -supported by @JAM」にて初の海外ライブ出演。
- 6月12日、7thシングル『colorful life』発売。
- 8月10日、国立代々木競技場第一体育館にて開催された「a-nation island」「IDOL NATION 2013」に初出演。
- 10月16日、8thシングル『ASIAN STONE』発売。オリコンウィークリーチャートにて自身最高位となる7位を記録。
- 12月14日から30日まで、ライブツアー「Dorothy Little Happy Live 2013 in Winter」開催。

2014年
- 1月19日、台湾・河岸留言にて開催された「KAWAII POP FES by@JAM in台湾」に出演。
- 2月26日、2ndアルバム『STARTING OVER』発売。
- 3月9日、ゼビオアリーナ仙台にて開催された「ジモドルフェスタ2014 WINTER」に出演。
- 3月16日から4月27日まで、ライブツアー「Dorothy Little Happy Live Tour 2014 〜STARTING OVER〜」開催。
- 6月29日、香港・Music Zoneにて開催された「KAWAII POP FES by@JAM vol.3 香港2014」に出演。
- 7月16日、9thシングル『sky traveler』発売。
- 8月14日、国立代々木競技場第二体育館にて開催された「a-nation island」「IDOL NATION NEXT」に出演。
- 8月31日、横浜アリーナにて開催された「@JAM EXPO 2014」に出演。
- 11月8日、ジャカルタ・スナヤン東駐車場にて開催された「J-Music LAB 2014 in Hai Day」に出演。
- 12月6日から同月30日まで、ライブツアー「Dorothy Little Happy Winter Live Tour 2014」開催。
- 12月24日、3rdミニ・アルバム『circle of the world』発売。
- 12月30日、秋元瑠海、富永美杜、早坂香美の3人が、新たなユニット“callme”の結成を発表[17]。

2015年
- 1月24日、台湾・THE WALLにて開催された「KAWAII POP FES by @JAM×J-GIRL POP WAVE vol.4 in 台湾 2015」に出演。
- 3月15日、グループ結成5周年記念ライブ「Dorothy Little Happy 5th Anniversary Year Live」をZeppブルーシアター六本木で開催。
- 4月1日、ベスト・アルバム『The best of Dorothy Little Happy 2010-2015』発売。
- 4月28日、秋元、富永、早坂の3人がcallmeとして活動していくため、7月12日のツアーファイナル公演をもってグループからの卒業を発表[4]。
- 5月20日、10thシングル『Tell me tell me!!』発売。5月23日から7月12日まで、5人体制で最後となるライブツアー「Dorothy Little Happy Live Tour 2015 5th Anniversary 〜just move on〜」開催。最終日の7月12日、秋元、富永、早坂の3名がグループを卒業[18]。この時にステージ上で起きた秋元・富永・早坂vs.白戸・髙橋の口論騒ぎは語り草となった[19]。以降、グループは白戸、髙橋の2人で活動を継続。
- 7月31日、UNIVERSAL GEARへのレーベル移籍を発表[20]。
- 12月16日、2人体制および移籍後初となる11thシングル『Restart』発売。

2016年
- 2月24日、avex在籍時の楽曲をまとめたベスト・アルバム第2弾『The best of Dorothy Little Happy 2010-2015 II』発売[21]。
- 4月10日、ホノルルハーフマラソン・ハパルア2016に参加。
- 5月25日、12thシングル『バイカラーの恋心』発売。
- 7月17日、写真集『DOROTHY LITTLE HAPPY 2016 APRIL IN HAWAII』発売。

2017年
- 1月5日から同月13日まで、ライブツアー「2017 Dorothy Little Happy ニューイヤーLIVE!」開催。
- 2月16日、白戸の体調不良による芸能活動の休止をオフィシャルサイトにて発表。当面の活動は髙橋1人で行われることが併せて発表された[22]。
- 3月11日、OTODAMA RECORDSへのレーベル移籍を発表[23]。
- 3月31日、2月より体調不良のため活動を休止していた白戸が4月より芸能活動を再開することがオフィシャルサイトにて発表され、4月23日に宮城・仙台MACANAにて開催される定期公演「2017 APRIL ドロシー定期公演 VOL.2&VOL.3 in SENDAI 〜白戸佳奈復帰LIVE!〜」よりライブ活動に復帰することが併せて発表された[24]。
- 5月20日、白戸が7月23日に東京・マウントレーニアホール渋谷で行われるライブをもって芸能界からの引退と、それに伴う現体制での活動終了をオフィシャルサイトにて発表。7月までのスケジュールや今後の活動は、追って発表されることになった[25]。
- 5月31日、レーベル移籍後初となる13thシングル『FOR YOU』発売。
- 6月20日、7月23日開催の2人体制ラストライブ「Dorothy Little Happy forever 〜the last stage we’ll do〜」のためのクラウドファンディングプロジェクト開始。7月20日まで実施[26]。
- 7月23日、白戸卒業ライブ「Dorothy Little Happy forever 〜the last stage we’ll do〜」を東京・マウントレーニアホール渋谷にて開催。なお、本公演に先駆け「Dorothy Little Happy トリビュート公演」が、同会場にて開催された[注 3]。
- 8月27日、神奈川・横浜アリーナで開催される「@JAM EXPO 2017」に髙橋と、2015年7月にグループを卒業したcallmeの秋元、富永、早坂、7月にグループを卒業し芸能界を引退した白戸を加え、2015年の東京・中野サンプラザホール公演以来となる5人体制で「EXPO Dream Stage」に登場[27]。
- 10月1日付で髙橋が声優として株式会社オブジェクトに所属したことを発表[28]。

2018年
- 7月1日、髙橋が株式会社オブジェクトに専属し、12月をもってグループを卒業することを発表[29]。
- 10月1日、所属事務所・ステップワンのオフィシャルサイトにて、2019年より新体制に移行して活動することを発表。サイトでは、「関係者様のお力添えも頂き新体制の『Dorothy Little Happy』を結成することが決定しました。時期につきましては未定ですが歴代の楽曲を引継ぎ、新しい魅力を持ち合わせた“3代目のドロシー”を発表したいと存じます」と説明された[30]。
- 12月16日、髙橋卒業公演「Dorothy Little Happy Live 2018～Thank you, our story～」（P.A.R.M.S）にて髙橋が卒業。これにより結成時のメンバー全員がグループから離れた。

2019年
- 1月15日、姉妹ユニット「Dorothy Friends」より栗村風香、1月30日に加藤亜希菜の昇格を発表。2月より新体制での活動を開始。
- 4月7日、黒川季里が加入。
- 5月19日、竹内菜々が加入。
- 7月19日、公式ファンクラブ開設。
- 10月14日、黒川季里が活動休止。
- 10月20日、竹内菜々が卒業。
- 11月23日、渡邉瑚白・齋藤きらら・内海里菜が加入。齋藤はドロシー初の21世紀生まれ（2005年生）のメンバーとなった。

2020年
- 1月22日、前年10月より活動を休止していた黒川季里が卒業。
- 4月12日、ツイキャスにて「Dorothy Little Happy 〜仙台無観客ライブ〜」を生配信[31]。
- 4月30日、公式ファンクラブ閉鎖。
- 7月5日、ツイキャスにて結成10周年を記念した無観客ライブ「Dorothy Little Happy 〜青い空2020〜」を生配信[32]。

2022年
- 7月26日、仙台MACANAで行われた「3rd time Dorothy’s LIVE that everyone loves 〜sponsored by MACANA〜」を最後に、加藤が卒業及び芸能活動から引退[6]。

2023年
- 3月8日、渡邉瑚白・齋藤きらら・内海里菜の卒業を発表。これにより、ドロシーは栗村のみのユニットとなる[7]。
- 3月18日、渡邉瑚白・齋藤きらら・内海里菜が卒業。渡邉瑚白は引退。
- 10月28日、株式会社ストラテジーへの翌月付での事務所移籍を発表。
- 11月6日、ストラテジーへの移籍が破談になったことを公表。

## 作品
※順位はオリコンCD週間シングル・アルバムランキング最高位。

### シングル

#### BounDEE
| #  | タイトル                 | 発売日         | 販売形態            | 規格品番        | カップリング曲                                  | 順位 |
| -- | ------------------------ | -------------- | ------------------- | --------------- | ----------------------------------------------- | ---- |
| 01 | ジャンプ!                | 2010年08月04日 | CD+写真集 CD+DVD CD | DQC-543         | 見ていてエンジェル                              | -    |
| 02 | 冬の桜 〜winter flower〜 | 2010年12月01日 | CD+DVD CD           | DQC-604 DQC-605 | ソウル17 ラストウィッシュ 〜 同じ色のクリスマス | -    |

#### avex trax
| #  | タイトル              | 発売日         | 販売形態  | 規格品番                             | カップリング曲                               | 順位  |
| -- | --------------------- | -------------- | --------- | ------------------------------------ | -------------------------------------------- | ----- |
| 03 | HAPPY DAYS!           | 2012年01月11日 | CD        | AVCD-48247 AVCD-48248 AVCD-48249     | never stop again!! Hey boy! Hey girl! 未来へ | 048位 |
| 04 | 飛び出せ!サマータイム | 2012年07月11日 | CD+DVD CD | AVCD-48424 AVCD-48423 AVCD-48425     | ナミダよりもずっと速く Over There            | 026位 |
| 05 | 風よはやく            | 2012年12月05日 | CD+DVD CD | AVCD-48578/B AVCD-48579/B AVCD-48580 | 永遠になれ 未来への虹                        | 017位 |
| 06 | GET YOU               | 2013年01月09日 | CD        | AVCD-48625 AVCD-48626                | nerve 壊れちゃう 崩れちゃう                  | 011位 |
| 07 | colorful life         | 2013年06月12日 | CD+DVD CD | AVCD-48691/B AVCD-48692/B AVCD-48693 | どこか連れていって set yourself free         | 008位 |
| 08 | ASIAN STONE           | 2013年10月16日 | CD+DVD CD | AVCD-48772/B AVCD-48773/B AVCD-48774 | 恋をしてるの きっと CLAP! CLAP! CLAP!        | 007位 |
| 09 | sky traveler          | 2014年07月16日 | CD+DVD CD | AVCD-48978/B AVCD-48979/B AVCD-48980 | 恋の花火 keep on tryin'                      | 010位 |
| 10 | Tell me tell me!!     | 2015年05月20日 | CD+DVD CD | AVCD-83243 AVCD-83244 AVCD-83245     | look at me やさしい雨                        | 064位 |

#### UNIVERSAL GEAR
| #  | タイトル         | 発売日         | 販売形態 | 規格品番                                                    | カップリング曲                               | 順位  |
| -- | ---------------- | -------------- | -------- | ----------------------------------------------------------- | -------------------------------------------- | ----- |
| 11 | Restart          | 2015年12月16日 | CD       | POCS-1375 POCS-1376 POCS-1377 POCS-1395 POCS-1396 POCS-1397 | この世界が終わる前に コトノハ 青い夕暮れ     | 013位 |
| 12 | バイカラーの恋心 | 2016年05月25日 | CD       | POCS-1428 POCS-1429 POCS-1430 POCS-1431 POCS-1432 POCS-1433 | Dorothy Train 雨が降る夜空 ASHITA TREASURE!! | 016位 |

#### OTODAMA RECORDS
| #  | タイトル | 発売日         | 販売形態 | 規格品番                                               | カップリング曲                           | 順位  |
| -- | -------- | -------------- | -------- | ------------------------------------------------------ | ---------------------------------------- | ----- |
| 13 | FOR YOU  | 2017年05月31日 | CD       | POCE-11006 POCE-11007 POCE-11008 POCE-11009 POCE-11010 | デモサヨナラ(2017 ver.) Little by Little | 016位 |

#### タイアップ
- Tell me tell me!!（2015年4月 - 2015年6月）テレビ東京系アニメ「ジュエルペット マジカルチェンジ」エンディング・テーマ [34]
- Restart（2015年12月）tvk「POP PARADE」テーマソング

### アルバム

#### avex trax
| # | タイトル      | 発売日        | 販売形態  | 規格品番                           | 形態                 | 順位 |
| - | ------------- | ------------- | --------- | ---------------------------------- | -------------------- | ---- |
| 1 | Life goes on  | 2013年2月20日 | CD+DVD CD | AVCD-38641/B AVCD-38642            | Type-A Type-B        | 30位 |
| 2 | STARTING OVER | 2014年2月26日 | CD+DVD CD | AVCD-38902/B AVCD-38903 AVC1-38904 | Type-A Type-B Type-C | 09位 |

### ミニ・アルバム

#### avex trax
| # | タイトル            | 発売日         | 販売形態             | 規格品番                             | 形態                 | 順位  |
| - | ------------------- | -------------- | -------------------- | ------------------------------------ | -------------------- | ----- |
| 1 | デモサヨナラ        | 2011年03月16日 | CD                   | AVCD-38274                           | 通常盤               | -     |
| 2 | デモサヨナラ2012    | 2012年01月11日 | CD                   | AVCD-38401                           | 通常盤               | 153位 |
| 3 | circle of the world | 2014年12月24日 | CD+Blu-ray CD+DVD CD | AVCD-38970/B AVCD-38971/B AVCD-38972 | Type-A Type-B Type-C | 018位 |

### ベスト・アルバム

#### avex trax
| # | タイトル                                      | 発売日        | 販売形態               | 規格品番                                   | 形態                 | 順位  |
| - | --------------------------------------------- | ------------- | ---------------------- | ------------------------------------------ | -------------------- | ----- |
| 1 | The best of Dorothy Little Happy 2010-2015    | 2015年4月01日 | 2CD+Blu-ray 2CD+DVD CD | AVCD-93105〜6/B AVCD-93107〜8/B AVCD-93109 | Type-A Type-B Type-C | 022位 |
| 2 | The best of Dorothy Little Happy 2010-2015 II | 2016年2月24日 | CD                     | AVCD-93351                                 | 通常盤               | -     |

### 映像作品
| # | タイトル                                                                                      | 発売日         | 販売形態                                        | 品番                             |
| - | --------------------------------------------------------------------------------------------- | -------------- | ----------------------------------------------- | -------------------------------- |
| 1 | Journey to Oz Vol.01                                                                          | 2011年04月30日 | DVD                                             | LLBS-2                           |
| 2 | Dorothy Little Happy Live 2012 2012.1.29 @Shibuya O-EAST 〜ドロシーとみんなのHAPPY DAYS!〜    | 2012年03月04日 | DVD                                             | LLBS-3                           |
| 3 | ドロシーのリトルHAPPY DAYS! Vol.1                                                             | 2013年04月12日 | DVD                                             | TUPI-047                         |
| 4 | Dorothy Little Happy Live Tour 2014 -STARTING OVER- at TSUTAYA O-EAST                         | 2014年08月06日 | Blu-ray Disc（初回生産限定盤） Blu-ray Disc DVD | AVXD-92122 AVXD-92123 AVBD-92124 |
| 5 | Dorothy Little Happy Live Tour 2015 5th Anniversary 〜just move on〜 Final at NAKANO SUNPLAZA | 2015年09月23日 | Blu-ray Disc DVD                                | AVXD-92245 AVBD-92244            |
| 6 | Dorothy Little Happy FOREVER ～the last stage we’ll do～                                      | 2017年11月04日 | Blu-ray Disc                                    | LLBS-4                           |

- 「Dorothy Little Happy Live 2012 2012.1.29 @Shibuya O-EAST 〜ドロシーとみんなのHAPPY DAYS!〜」は印刷不良・画質不良により2012年4月22日以降の全品回収・交換となった。

### 参加作品
| タイトル                              | 発売日        | レーベル            | 販売形態  | 規格品番                                                                      | 参加楽曲 |
| ------------------------------------- | ------------- | ------------------- | --------- | ----------------------------------------------------------------------------- | --- |
| LOCAL IDOL BEST!                      | 2012年7月18日 | トイズファクトリー  | CD        | TFCC-86386                                                                    | 「Life goes on」 |
| 東京女子カフェ #1 a-bossa             | 2012年8月22日 | avex trax           | CD        | AVCD-38530                                                                    | 「Time goes by」（髙橋麻里） 「EZ DO DANCE」（髙橋麻里） 「WOW WAR TONIGHT 〜時には起こせよムーヴメント」 （白戸佳奈・早坂香美）                                   |
| Japan Idol File                       | 2013年4月24日 | T-Palette Records   | 5CD       | TPRC-0045                                                                     | 「トライアングルスクエア」 |
| Disney Rocks!!! Girl's Power!         | 2014年1月22日 | WALT DISNEY RECORDS | CD        | AVCW-63008                                                                    | 「Under the Sea」 |
| girls@party / 晏美蘭                  | 2015年6月25日 | zeppライブ          | CD        | TGCS-8810                                                                     | 「girls@party」富永美杜参加 |
| マジカル☆チェンジ マジカル☆どりーみん | 2015年8月05日 | avex trax           | CD+DVD CD | AVCD-38902/B AVCD-83343【ドロシー盤】 AVCD-83344【GEM盤】 AVCD-83345【X21盤】 | 「マジカル☆チェンジ」 （テレビ東京系列アニメ「ジュエルペット マジカルチェンジ」 オープニング・テーマ） 「デモサヨナラ (2015 ver)」※【ドロシー盤】収録 髙橋麻里参加 |

### 特典CD
- 「デモサヨナラ おまけCD」（2011年4月29日） 収録曲・内容：トライアングルスクエア、Dorothy Little Happy の（秘）トーク
  - トライアングルスクエアは初音源化、作詞・作曲はtaraco。TSUTAYA協賛チャリティー特典CDとしてTSUTAYAでの「デモサヨナラ」ミニアルバム購入者に配布された。

### 写真集
- 杜の都のドロシー（2012年12月21日、廣済堂出版） ISBN 978-4331516881
- DOROTHY LITTLE HAPPY 2016 APRIL IN HAWAII DLH版・佳奈版・麻里版（2016年7月17日、HMV限定販売）
- Dorothy Little Happy FOREVER 〜the last stage we’ll do〜 プレミアム版・通常版（2017年11月27日、リミスタ）

### デジタル写真集
- Dorothy Little Happy / ドロシーリトルハッピー（2012年1月12日、福岡諒祠撮影、ファンプラス・GザテレビジョンPLUS配信）

## ライブ
- ドロシーリトルハッピー・オフィシャルウェブサイト より[37]

### 単独ライブ

#### 2011年
- 8月14日 – Dorothy Little Happy in Tokyo Live vol.1!（マップ劇場）
- 9月25日 – Dorothy Little Happy in Tokyo Live vol.2!（初台THE DOORS）
- 10月22日 – Dorothy Little Happy 東京ライヴ（新宿BLAZE）
- 12月24日 – Dorothy Little Happy Live 2011〜ドロシーとあなたのクリスマス物語〜（仙台Rensa）
- 12月28日 – Dorothy Little Happy Live〜ドロシーの年末渋谷で冬物語!〜（渋谷REX）

#### 2012年
- 1月29日 – Dorothy Little Happy Live 2012〜ドロシーとみんなのHAPPY DAYS!〜（渋谷O-EAST）
- 3月18日 – Dorothy Little Happy Live（マウントレーニアホール渋谷）
- 5月20日 – Dorothy Little Happy Live〜ドロシーのあなたと渋谷で春物語!〜（マウントレーニアホール渋谷）
- 12月24日 – Dorothy Little Happy X'mas Live!!（仙台Rensa）

#### 2013年
- 3月30日 – GIRL'S NATURAL LIVE 2013 Spring（日本橋三井ホール）
- 7月31日 – Dorothy Little Happy Live 2013 松山公演（松山サロンキティ）
- 8月2日 – Dorothy Little Happy Live 2013 名古屋公演（名古屋BOTTOM LINE）
- 11月4日 – Dorothy Little Happy ASIAN STONE ファン感謝祭!（原宿アストロホール）

#### 2014年
- 1月13日 – Dorothy Little Happy 白戸佳奈成人式記念ライブ（仙台darwin）※2回公演
- 9月6日 – Dorothy Little Happy premium Live 2014（Zepp DiverCity（TOKYO））
- 11月30日 – ツアー直前仙台ワンマンLive!!（デジタルアーツ仙台）※2回公演

#### 2015年
- 3月15日 – Dorothy Little Happy 5th Anniversary Year Live（Zeppブルーシアター六本木）

#### 2016年
- 5月5日 – AKIBAカルチャーズ劇場 presents “Dorothy Litttle Happy出張公演” in ミハマ・ニューポート・リゾート（ミハマニューポートリゾート）※2回公演
- 12月15日 – Dorothy Little Happy 髙橋麻里 15+7歳お誕生日会☆（東京カルチャーカルチャー）

#### 2017年
- 1月30日 – Dorothy Little Happy 白戸佳奈 かなでしバースデーパーティー●´□`)ノ 〜でしざんまい〜（東京カルチャーカルチャー）
- 5月5日 – GW 〜白戸佳奈 トークライブ&サイン会〜（渋谷TAKE OFF 7）
- 6月18日 – Dorothy Little Happy フリーライブ!〜2人体制最後のフリーライブ〜（東武百貨店池袋店）※2回公演
- 7月17日 – Dorothy Little Happy の「トークショー&ライブ」（渋谷TAKE OFF 7）
- 7月23日 – Dorothy Little Happy FOREVER 〜the last stage we’ll do〜（マウントレーニアホール渋谷）※白戸佳奈卒業公演
- 12月15日 – Dorothy Little Happy 髙橋麻里 〜☆15+8歳お誕生日パーティー☆〜（原宿cafe STUDIO）

#### 2018年
- 10月27日 - Dorothy Little Happy 髙橋麻里 Last Osaka Night（長堀橋WAXX）
- 11月10日 – Dorothy Little Happy LIVE 2018～髙橋麻里 Last Live at Home～（仙台space Zero）
- 12月15日 – Dorothy Little Happy 髙橋麻里 〜☆15+9歳 お誕生日パーティー☆（ベノア銀座店）
- 12月15日 – Dorothy Little Happy Live 2018～Thank you, our story～（前夜追加公演）（ベノア銀座店）
- 12月16日 – Dorothy Little Happy Live 2018～Thank you, our story～（秋葉原P.A.R.M.S）※髙橋麻里卒業公演

#### 2019年
- 2月19日 - Dorothy Little Happy LIVE！TOKYO 〜2019年 DLH 誕生！〜（渋谷TAKE OFF 7）※栗村風香・加藤亜希菜加入公演
- 2月26日 – Dorothy Little Happy LIVE！SENDAI 〜2019年 DLH 誕生！〜（仙台MACANA）
- 9月8日 – 東京アイドル劇場公演（J-SQUARE SHINAGAWA）
- 11月10日 – 東京アイドル劇場公演（J-SQUARE SHINAGAWA）
- 12月8日 – 東京アイドル劇場公演（J-SQUARE SHINAGAWA）

#### 2020年
- 2月9日 – 東京アイドル劇場公演（J-SQUARE SHINAGAWA）
- 3月8日 – MACANA COLLECTION 〜Spring is coming〜（仙台MACANA）
- 4月12日 – Dorothy Little Happy ～仙台無観客ライブ～（仙台space Zero）
- 7月5日 – Dorothy Little Happy ～青い空2020～（仙台space Zero）※無観客公演
- 12月12日 – Xmas Girls LIVE（北下浦コミュニティセンター）

### ライブツアー
Dorothy Little Happy Live Tour 2012「飛び出せ!サマータイム」（2012年）- 3会場3公演
- 7月29日 – 名古屋X-HALL
- 8月18日 – 新宿BLAZE
- 8月25日 – 仙台Rensa

Dorothy Little Happy Live Tour 2013「Live five's on」（2013年）- 4会場4公演
- 3月16日 – 新宿BLAZE
- 3月23日 – 大阪MUSE
- 3月24日 – 名古屋Electric Lady Land
- 4月7日 – 仙台Rensa

Dorothy Little Happy Live 2013 in Winter（2013年）- 3会場5公演
- 12月14日 – 大阪MUSE（2回公演）
- 12月23日 – 仙台Rensa（2回公演）
- 12月30日 – 川崎CLUB CITTA'

Dorothy Little Happy Live Tour 2014 〜STARTING OVER〜（2014年）- 8会場8公演
- 3月16日 – 仙台市青年文化センター（日立システムズホール仙台）
- 3月21日 – 新潟CLUB RIVERST
- 3月23日 – 盛岡CLUB CHANGE WAVE
- 3月29日 – 広島ナミキジャンクション
- 3月30日 – 松山サロンキティ
- 4月12日 – 名古屋Electric Lady Land
- 4月13日 – 梅田AKASO
- 4月27日 – 渋谷O-EAST

Dorothy Little Happy Winter Live Tour 2014（2014年）- 7会場12公演
- 12月6日 – 柏PALOOZA（2回公演）
- 12月7日 – 名古屋Electric Lady Land（2回公演）
- 12月13日 – 京都MUSE（2回公演）
- 12月14日 – 大阪MUSE（2回公演）
- 12月21日 – 仙台Rensa（2回公演）
- 12月25日 – 新宿BLAZE（Extra X'mas追加公演）
- 12月30日 – 川崎CLUB CITTA'

Dorothy Little Happy Live Tour 2015 5th Anniversary 〜just move on〜（2015年）- 13会場24公演
- 5月23日 – 日立システムズホール仙台
- 5月24日 – 日立システムズホール仙台（2回公演）
- 5月31日 – 恵比寿ガーデンルーム（2回公演）
- 6月6日 – NEXS新潟（2回公演）
- 6月7日 – 盛岡CLUB CHANGE WAVE（2回公演）
- 6月13日 – 柏PALOOZA（2回公演）
- 6月14日 – HEAVEN'S ROCK VJ-3さいたま新都心（2回公演）
- 6月20日 – 広島ナミキジャンクション
- 6月21日 – 岡山CRAZYMAMA KINGDOM（2回公演）
- 6月27日 – 名古屋Electric Lady Land（2回公演）
- 6月28日 – 梅田AKASO（2回公演）
- 7月4日 – 松山サロンキティ（2回公演）
- 7月5日 – 高松MONSTER（2回公演）
- 7月12日 – 中野サンプラザ（秋元瑠海・富永美杜・早坂香美卒業公演）

2017 Dorothy Little Happy ニューイヤーLIVE!（2017年）- 4会場7公演
- 1月5日 – 大阪ROCKTOWN（2回公演）
- 1月6日 – 名古屋RAD HALL（2回公演）
- 1月8日 – 渋谷TAKE OFF 7（2回公演）
- 1月13日 – 仙台MACANA

Dorothy Little Happy×ミライスカート カップリングツアー（2018年）- 5会場6公演
- 10月27日 - 長堀橋WAXX
- 11月3日 – 栄Theater Zone
- 11月3日 – 大須Toys
- 11月4日 – 京都METRO（2回公演）
- 11月5日 – 京都MUSE

## 出演

### テレビ
- ドロシーのリトルHAPPY DAYS!（2012年4月17日 - 2015年7月17日、スカパー! 663ch PigooHD→アイドル専門チャンネルPigoo） 20:30-20:58（収録リピート放送）

### ラジオ
- Dorothy Little Happyのジャンプ!（2011年5月8日 - 2015年7月6日、東北放送）- 毎週月曜日20:30-21:00
- Dorothy Little Happy〜HAPPY NIGHT!〜（2012年4月4日 - 12月26日 、エフエムナックファイブ 『STROBE NIGHT!』水曜日内）
- J-GIRL POP WAVE RADIO（2015年4月8日 - 7月29日、エフエム東京）- 毎週水曜日01:30-01:55（白戸佳奈・早坂香美）
- KanaKus MariKus（2016年4月6日 - 9月28日、エフエム愛知 、毎週水曜日25:00-26:00、『IDOL SELECTION』内）

### インターネット配信
- ＊Dorothy Little Happyのハッピー大作戦＊（2011年6月8日 - 8月10日 、Ustream・ariTV）
- ドロシートーク（2013年2月13日 - 11月6日、Ustream・dorothy-ch）- 毎週水曜日20:00-21:00
- ドロシーのFantasy Showroom（2013年11月13日 - 2015年3月25日、SHOWROOM）- 毎週水曜日20:00-21:00
- ドロシーの見れば恋するSHOWROOM（2016年1月7日 - 2017年3月10日、SHOWROOM）※同チャンネルで不定期にライブ配信
- ドロシーリトルハッピー〜麻里の2次元へ行こう〜（2016年11月17日・12月14日、SHOWROOM）

### CM
- ホンダカーズ東北（2012年 - 2015年）
- 平禄寿司2012年クリスマスキャンペーン（2012年）
- イーアイデム仙台（2012年 - 2015年）

### イメージキャラクター
- せんだいE-Action!（2012年 - 2015年）[38][39]

### タイアップ
- ファミリーマート（2013年6月）共同開発した3商品を東北地区と新潟県の店舗限定で展開[40]
- 菓匠三全（2015年2月） - メンバーパッケージのショコラ・オランジュ3個入りを仙台LOFTで限定発売[41]